# Dat Mäken von Brakel
Dat Mäken von Brakel (Das Mädchen von Brakel) ist ein niederdeutscher Schwank (ATU 1476A). Er steht in den Kinder- und Hausmärchen der Brüder Grimm an Stelle 139 (KHM 139).

## Inhalt

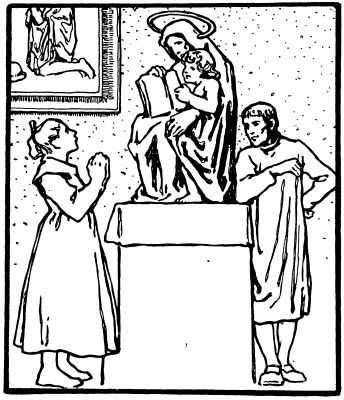
Illustration von Otto Ubbelohde, 1909

Ein Mädchen glaubt sich in der Kapelle allein und singt zu St. Anna, der Mutter Mariens und der Großmutter Jesu, dass sie ihr einen Mann gibt:
„O hilge sünte Anne, (O heilige Sankt Anne)
help mie doch bald tom Manne. (verhilf mir doch bald zum Manne)
Du kennst'n ja wull: (du kennst ihn ja wohl)
he wuhnt var'm Suttmerdore, (Er wohnt vor'm Suttmertor)
hed gele Hore: (hat blonde Haare)
du kennst 'n wull.“ (du kennst ihn ja wohl)
Der Küster ruft von hinter dem Altar, sie kriege ihn nicht („Du kriggst 'n nig, du kriggst 'n nig.“). Das Mädchen meint, Maria spricht und ruft, sie solle still sein und ihre Mutter Anna reden lassen („Pepperlepep, dumme Blae, halt de Schnuten un lat de Möhme kühren“).

## Interpretation
Der Theologe und Tiefenpsychologe Eugen Drewermann zeigt anhand der kleinen Anekdote, wie Vertreter der katholischen Kirche die Liebe verspotten und ausschließlich der Mutterrolle eine Berechtigung einräumen. Eine religionskritische Andeutung enthalten auch die zwei vorausgehenden Märchen KHM 138 Knoist un sine dre Sühne und KHM 137 De drei schwatten Prinzessinnen sowie KHM 44 Der Gevatter Tod, KHM 68 De Gaudeif un sien Meester. Zum gefoppten Beter siehe auch KHM 128 Die faule Spinnerin; Don Camillo.

## Herkunft und vergleichende Anmerkungen der Brüder Grimm
Dat Mäken von Brakel steht in den Kinder- und Hausmärchen der Brüder Grimm ab dem zweiten Teil der 1. Auflage von 1815 (da Nr. 53) an Stelle 139. Es stammt „Aus dem Paderbörnischen“ (Familie von Haxthausen). Sie merken noch an, dass St. Anna (Mutter von  Maria, der Mutter Jesu) Schutzpatronin von Brakel ist, wo unweit der Stadt ihre Kapelle steht, und berichten ein weiteres Lied mit dem Patron des nahegelegenen Corvey, St. Vitus:
„O hilge sünte Anne, (O heilige Sankt Anne,)
help mie doch bald tom Manne! (hilf mir doch bald zum Manne!)
O hilge sünte Viet, (O heiliger Sankt Viet,)
et is ietz die hogeste Tied!“ (es ist jetzt die höchste Zeit!)
„Im Hanöverschen“: Ein Mädchen bittet Gott um ein Zeichen. Ein Hirt lauscht und wirft einen alten Schuh vor, und sie dankt Gott. Aus „einem nordholländischen Dorfe Wormer“: Ein Bäcker macht sein Brot zu leicht, wofür er seine Nahrung verliert, und bittet Maria um Hilfe. Der Küster stellt sich dahinter und ruft mit Kinderstimme, er müsse sein Brot schwerer machen. Der Bäcker heißt Jesus schweigen, er solle seine Mutter sprechen lassen, und geht. Bernhard von Clairvaux soll im Speyerer Dom Maria gehuldigt haben, als sie ihn aber willkommen hieß, verbot er dem Weib in der Kirche das reden (1 Kor 14,34 ). „Aus Westphalen“: Ein Mädchen bittet jeden Morgen Gottes Bild um einen Knecht.
„o du graute, leiwe Gott von Gauste, (o du großer, lieber Gott von Gauste,)
bescher mie doch usen Knecht den Jausten!“ (bescher mir doch unser'n Knecht den Jost!)
Als der Küster sagt „Mädchen, du kriegst ihn halt nicht“ sagt sie „O du großer lieber Gott, so beiß mich doch nicht.“